# Darbyville

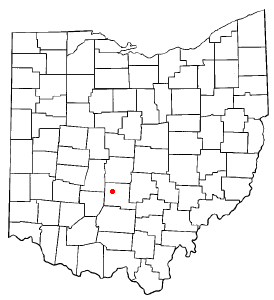
Darbyville na planie stanu Ohio

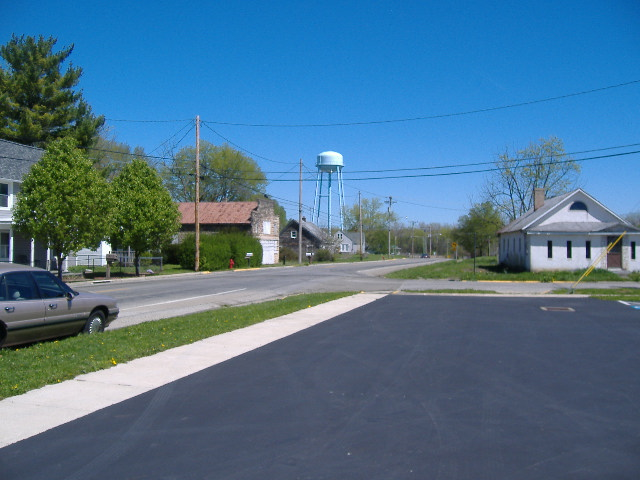
Darbyville

Darbyville – wieś w USA, w stanie Ohio, w hrabstwie Pickaway. Miejscowość została założona w 1826 roku, a pierwszy raz opisana w roku 1833.
W roku 2010, 26,6% mieszkańców było w wieku poniżej 18 lat, 10% było w wieku od 18 do 24 lat, 24,8% od 25 do 44 lat, 24% miało od 45 do 64 lat, 14,9% było w wieku 65 lat lub starszych. We wsi było 47,7% mężczyzn i 52,3% kobiet.
Liczba mieszkańców w 2010 roku wynosiła 222, a w roku 2012 wynosiła 224.